# The Voice UK
Pour les articles homonymes, voir The Voice.
 (mars 2021).
Si vous disposez d'ouvrages ou d'articles de référence ou si vous connaissez des sites web de qualité traitant du thème abordé ici, merci de compléter l'article en donnant les références utiles à sa vérifiabilité et en les liant à la section « Notes et références ».
The Voice UK est une émission de télévision britannique, reprenant le format du télé-crochet The Voice et adaptée de l'émission originale The Voice of Holland, lancée en 2011 par John de Mol. L'émission est diffusée entre 2012 et 2017 sur BBC One. Depuis 2017, elle est diffusée sur ITV. 
Le concept de cette émission étant diffusé en plusieurs pays, dont la France, contribue à évoquer le concept de la mondialisation des programmes TV.

## Déroulement de l'émission
Pour la saison 1, le jury est composé du célèbre DJ et chanteur will.i.am, membre des Black Eyed Peas, Jessie J, Tom Jones et de Danny O'Donoghue, membre de The Script. L'émission est produite par Wall to Wall, filiale de Shed Media, et est présentée par Reggie Yates et Holly Willoughby.
La saison 2 sera diffusée à partir de 2013, toujours présentée par Reggie Yates et Holly Willoughby, et les mêmes coaches.
L'émission a été programmée par la BBC, mais au terme d'une bataille menée avec ITV pour les droits de diffusion. BBC a fini par débourser 22 millions de livres pour pouvoir diffuser le show au Royaume-Uni pendant 2 ans. Le vainqueur de The Voice UK recevra un contrat d'artiste chez Universal Republic ainsi qu'un chèque de 100 000 £.
La BBC a renouvelé l'émission pour une troisième saison. La chanteuse Jessie J et  Danny O'Donoghue, membre du groupe The Script, décident de ne pas revenir pour cette saison 3. Kylie Minogue et Ricky Wilson seront les nouveaux coaches aux côtés de will.i.am et Tom Jones. Holly Willoughby et Reggie Yates quittent également la présentation de l'émission et sont remplacés par l'animatrice de Big Brother (UK) et Celebrity Big Brother Emma Willis, et le chanteur Marvin Humes.
Minogue quitte le panel à l'issue de la saison 3 en 2014 et est remplacée par la chanteuse et actrice Rita Ora.
Lors des 3 premières saisons, chaque candidat chante deux fois avant que celui avec le moins de voix, soit mis hors course, les trois derniers chantent alors une chanson en compagnie de leur coach.
Lors de la saison 4, le déroulement est le même, mais cette fois, seuls les deux candidats ayant obtenu le plus de votes chantent avec leur coach ainsi que la chanson qui sera leur single, pour tous les candidats, une reprise de Lost Stars de Adam Levine.
De plus, lors de cette saison, le système de votes est différent de l'habituel, au prime 1, on passe de 12 à 8 candidats sans faire attention aux équipes d'où ils proviennent. Lors du prime 2, on passe de huit à quatre candidats, de nouveau en ne faisant pas attention à avoir un candidats par équipe. Les deux derniers de Ricky Wilson sont sauvés, ce qui fait que Rita Ora ne possédait aucun candidat pour la finale.

## Participants
| Coachs | Coachs           | Nb. de victoire(s) | Nb. de saisons | Saisons | Saisons | Saisons | Saisons | Saisons | Saisons | Saisons | Saisons | Saisons | Saisons | Saisons | Saisons | Saisons | Saisons |
| Coachs | Coachs           | Nb. de victoire(s) | Nb. de saisons | 1       | 2       | 3       | 4       | 5       | 6       | 7       | 8       | 9       | 10      | 11      | 12      | 13      | 14      |
| ------ | ---------------- | ------------------ | -------------- | ------- | ------- | ------- | ------- | ------- | ------- | ------- | ------- | ------- | ------- | ------- | ------- | ------- | ------- |
|        | will.i.am        | 2                  | 14             |         |         |         |         |         |         |         |         |         |         |         |         |         |         |
|        | Tom Jones        | 3                  | 13             |         |         |         |         |         |         |         |         |         |         |         |         |         |         |
|        | Jessie J         | 0                  | 2              |         |         |         |         |         |         |         |         |         |         |         |         |         |         |
|        | Danny O'Donoghue | 1                  | 2              |         |         |         |         |         |         |         |         |         |         |         |         |         |         |
|        | Ricky Wilson     | 2                  | 3              |         |         |         |         |         |         |         |         |         |         |         |         |         |         |
|        | Kylie Minogue    | 0                  | 1              |         |         |         |         |         |         |         |         |         |         |         |         |         |         |
|        | Rita Ora         | 0                  | 1              |         |         |         |         |         |         |         |         |         |         |         |         |         |         |
|        | Boy George       | 0                  | 1              |         |         |         |         |         |         |         |         |         |         |         |         |         |         |
|        | Paloma Faith     | 0                  | 1              |         |         |         |         |         |         |         |         |         |         |         |         |         |         |
|        | Jennifer Hudson  | 1                  | 3              |         |         |         |         |         |         |         |         |         |         |         |         |         |         |
|        | Gavin Rossdale   | 0                  | 1              |         |         |         |         |         |         |         |         |         |         |         |         |         |         |
|        | Olly Murs        | 2                  | 6              |         |         |         |         |         |         |         |         |         |         |         |         |         |         |
|        | Meghan Trainor   | 0                  | 1              |         |         |         |         |         |         |         |         |         |         |         |         |         |         |
|        | Anne-Marie       | 1                  | 3              |         |         |         |         |         |         |         |         |         |         |         |         |         |         |
|        | LeAnn Rimes      | 0                  | 1              |         |         |         |         |         |         |         |         |         |         |         |         |         |         |
|        | Tom & Danny      | 1                  | 2              |         |         |         |         |         |         |         |         |         |         |         |         |         |         |
|        | Kelly Rowland    | 0                  | 1              |         |         |         |         |         |         |         |         |         |         |         |         |         |         |

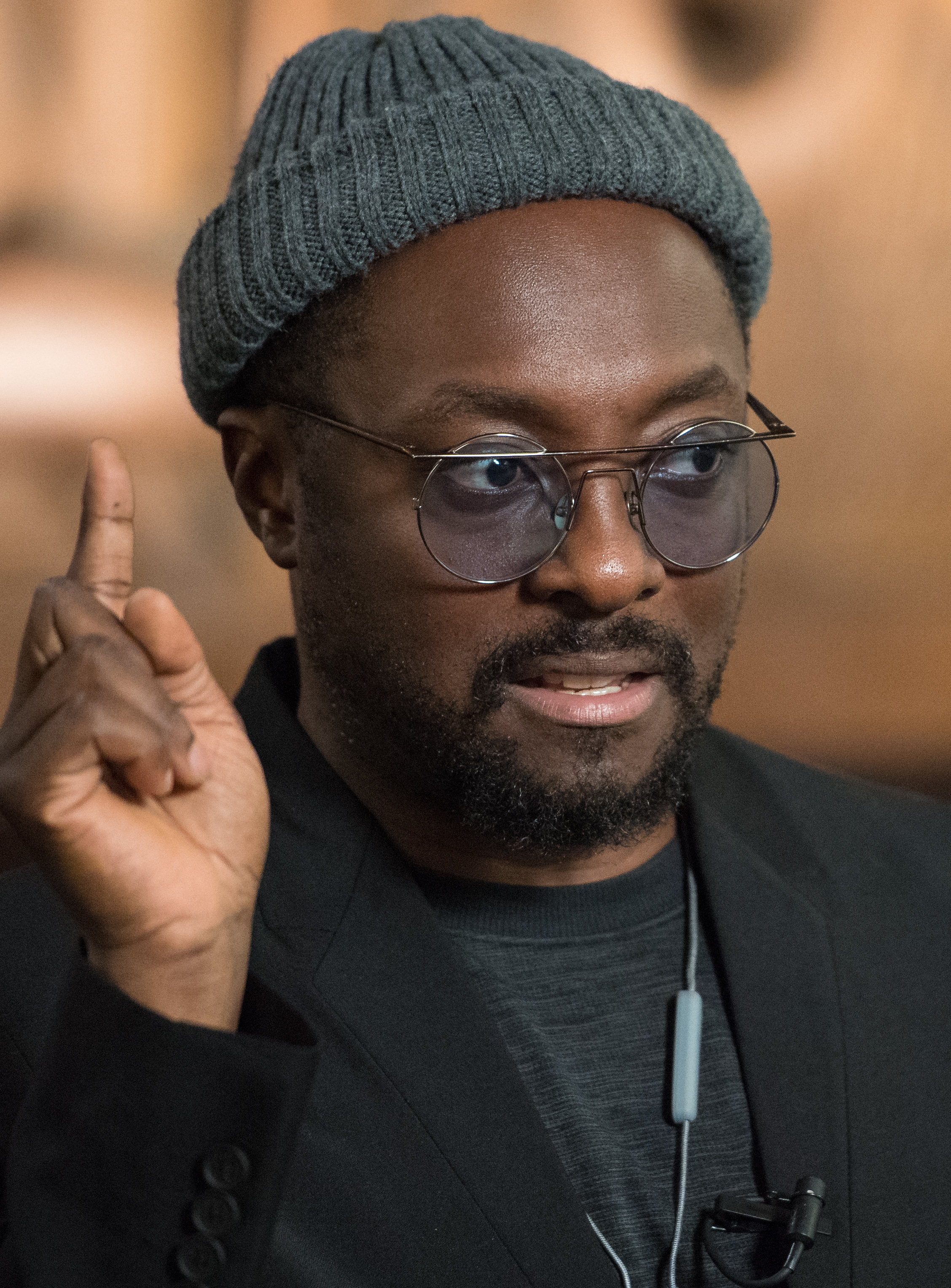
Will.i.am (1-)
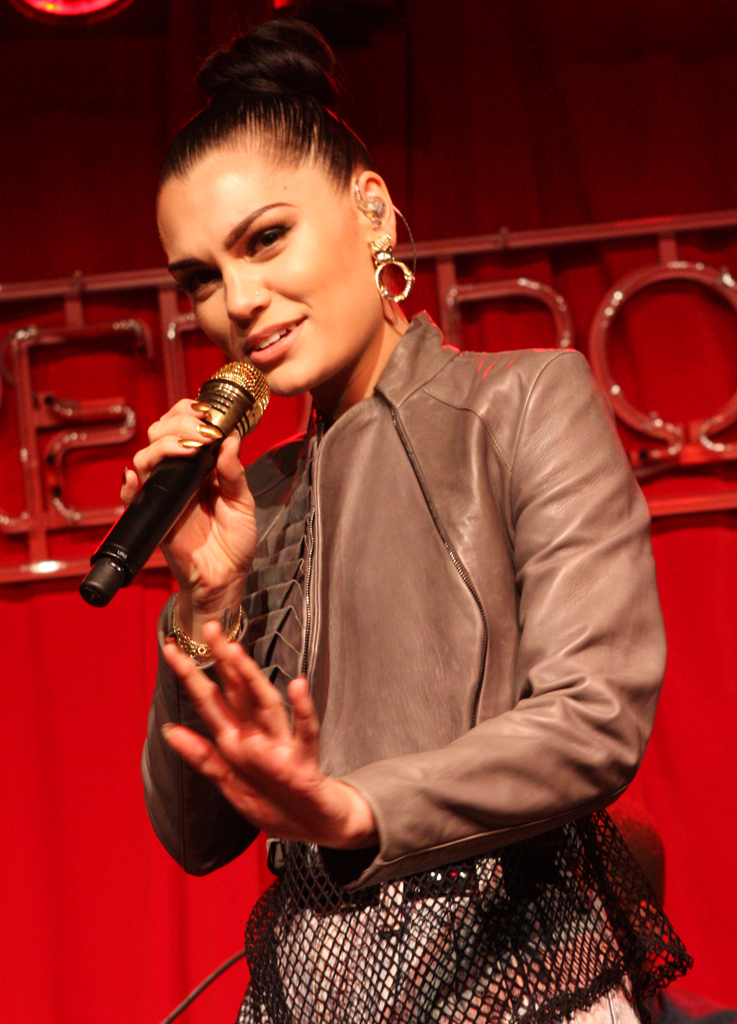
Jessie J (1-2)
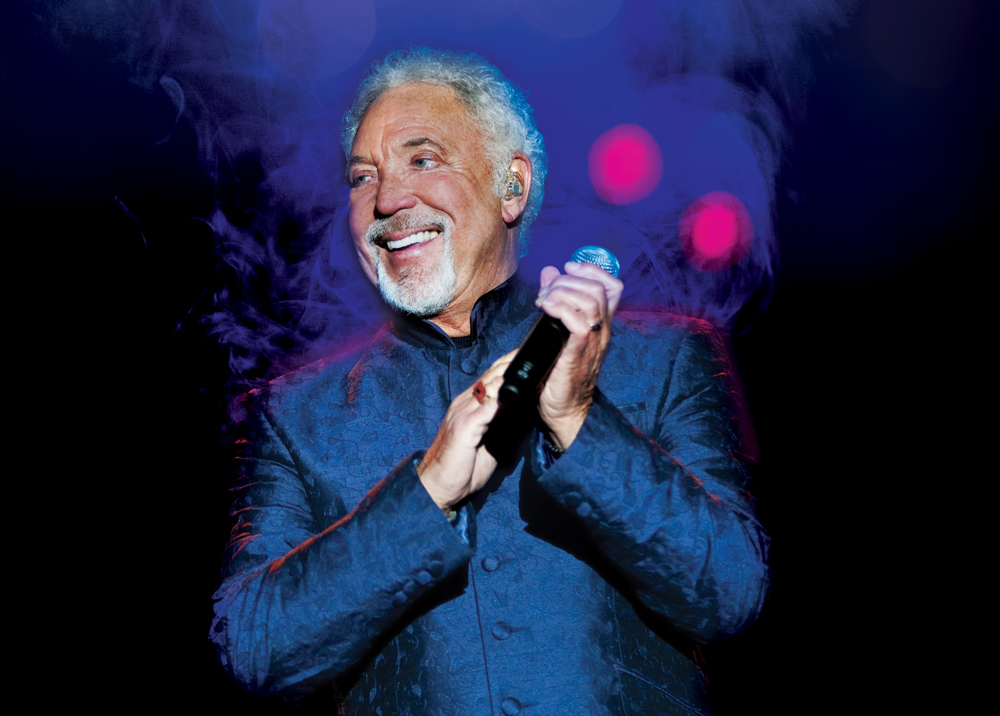
Tom Jones (1-4, 6-)
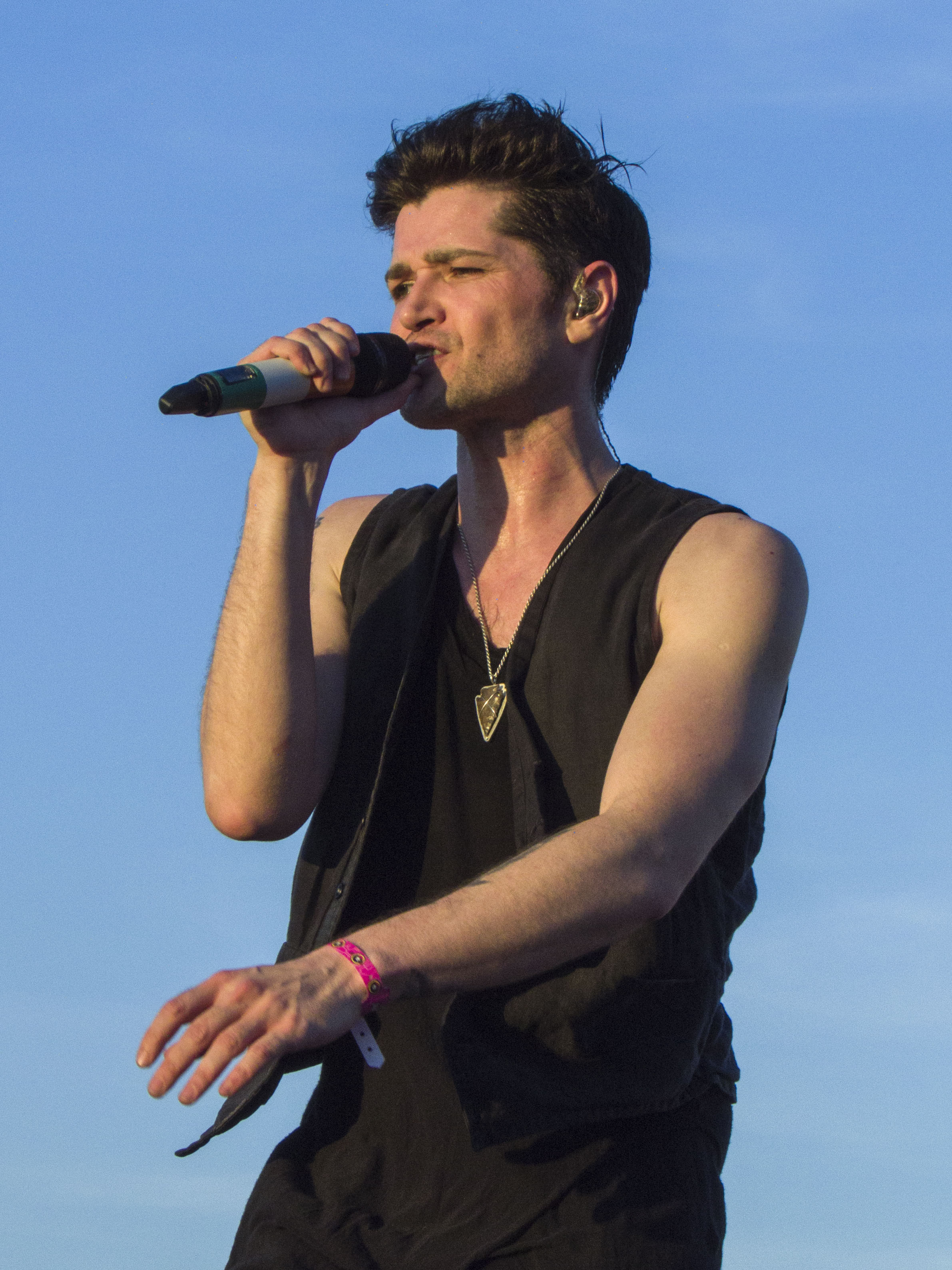
Danny O'Donoghue (1-2)
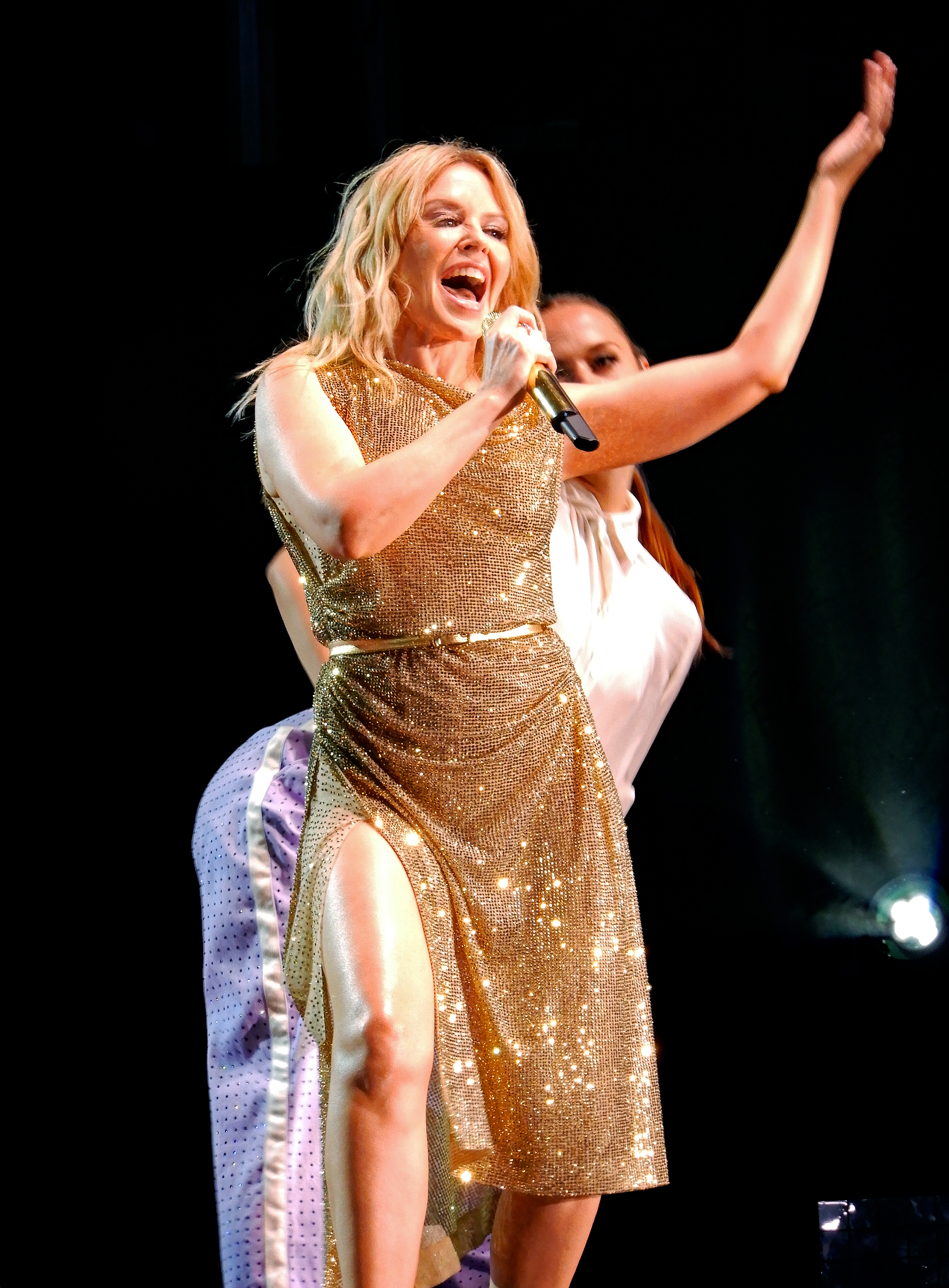
Kylie Minogue (3)
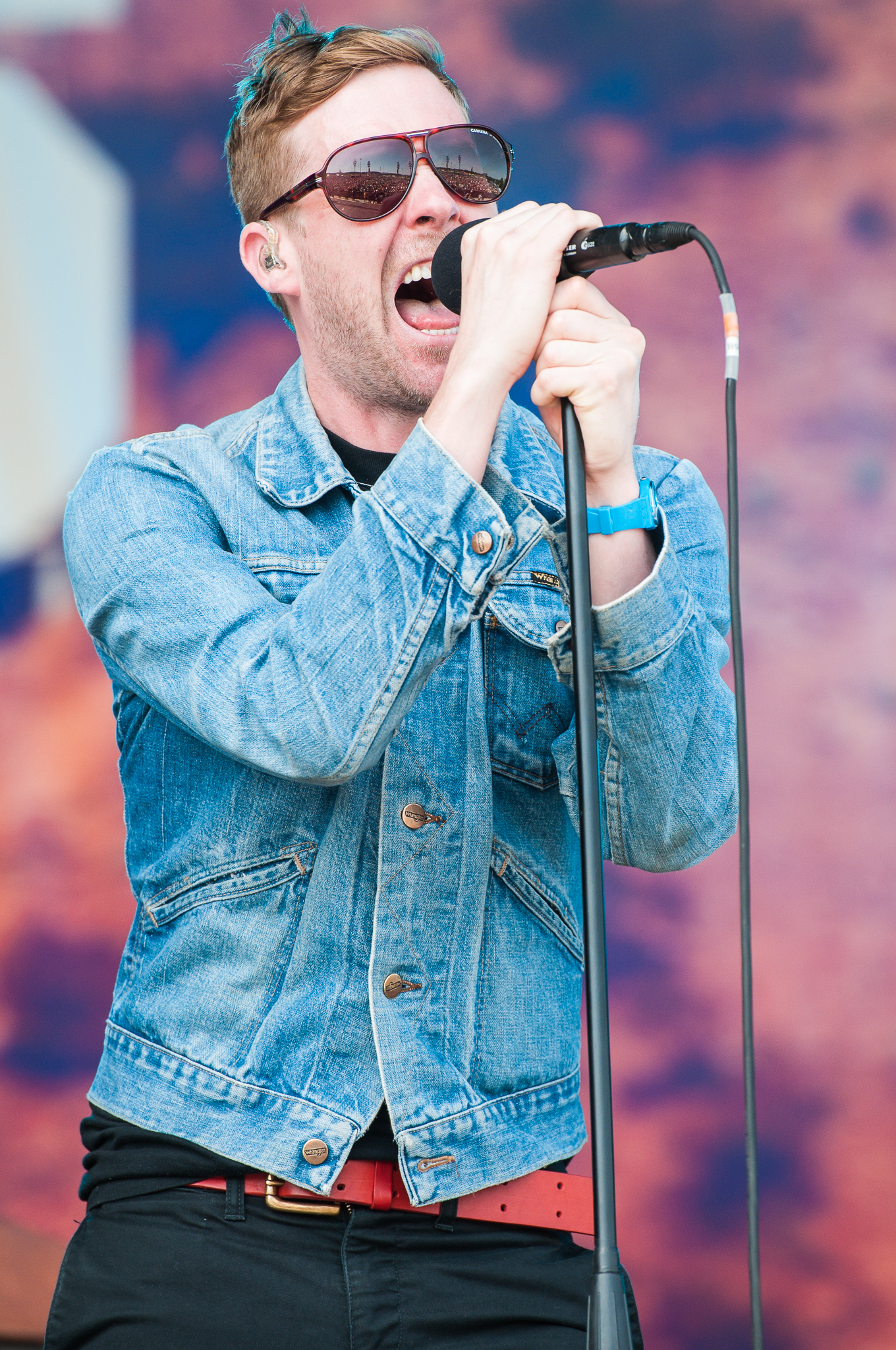
Ricky Wilson (3-5)
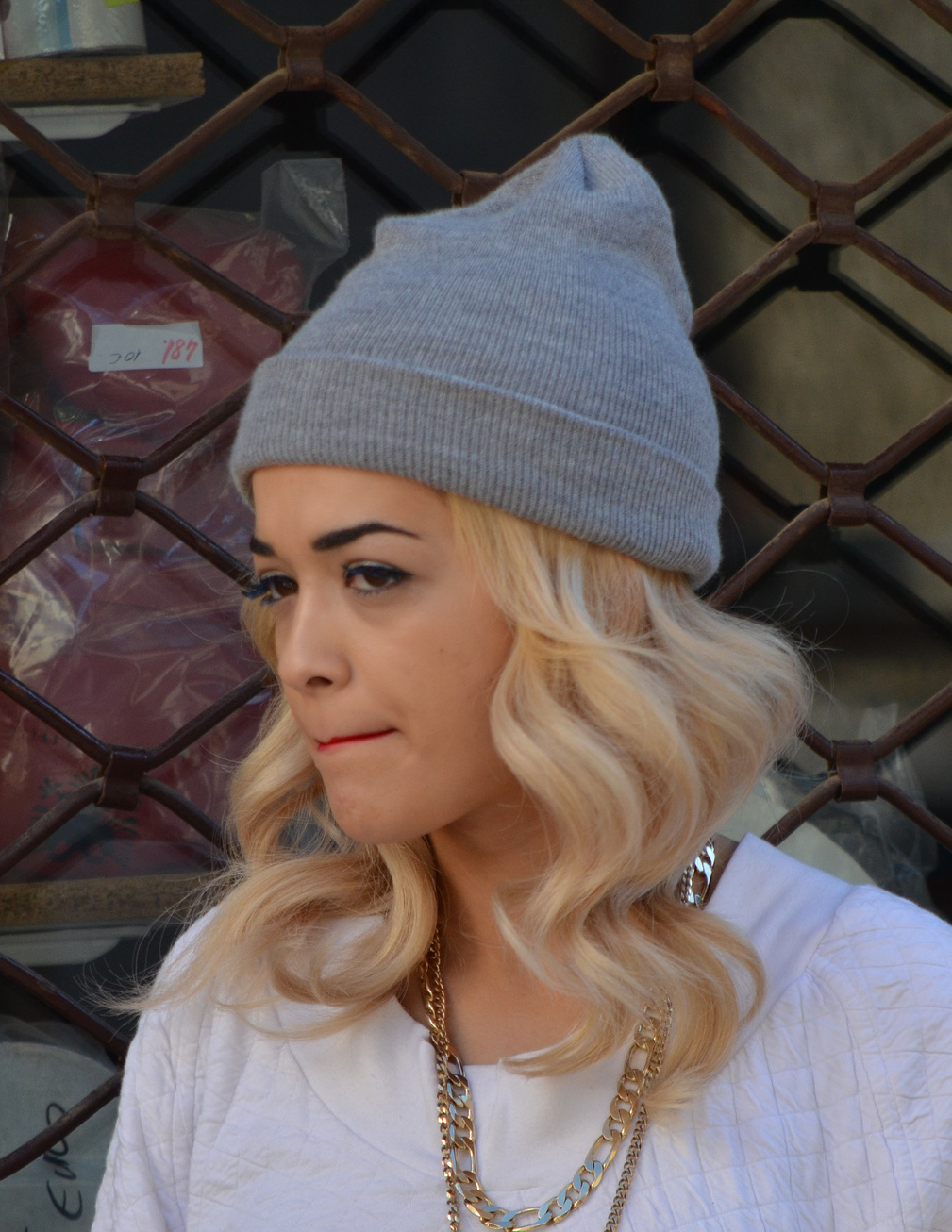
Rita Ora (4)
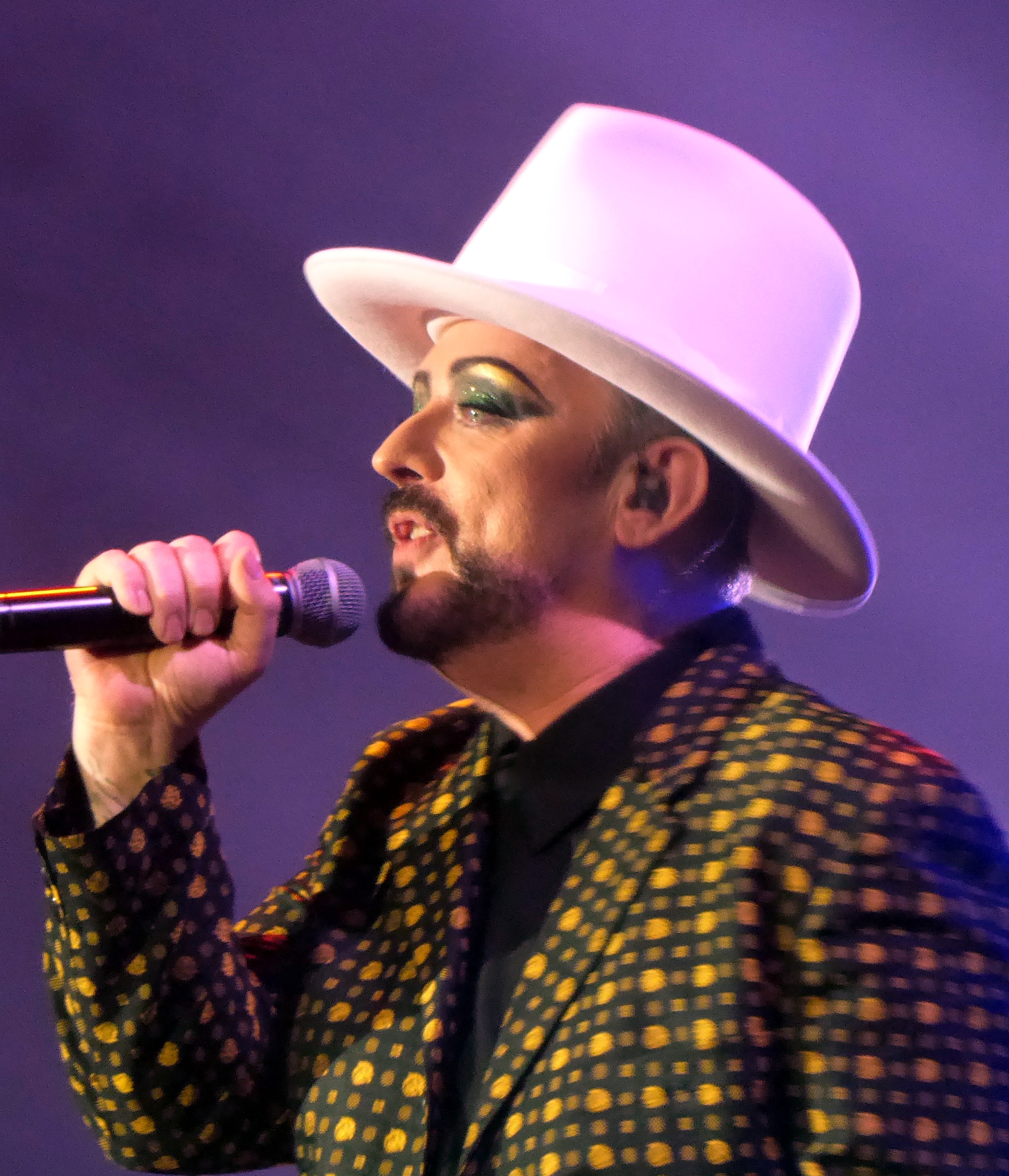
Boy George (5)
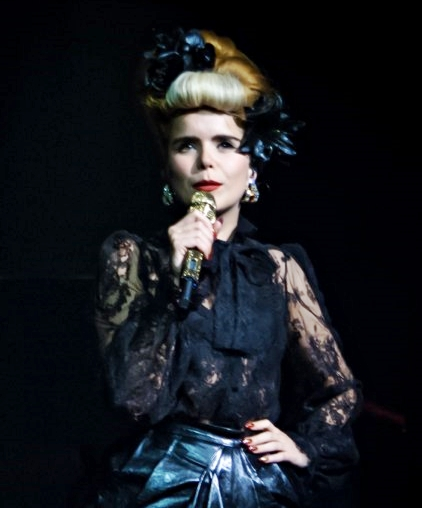
Paloma Faith (5)
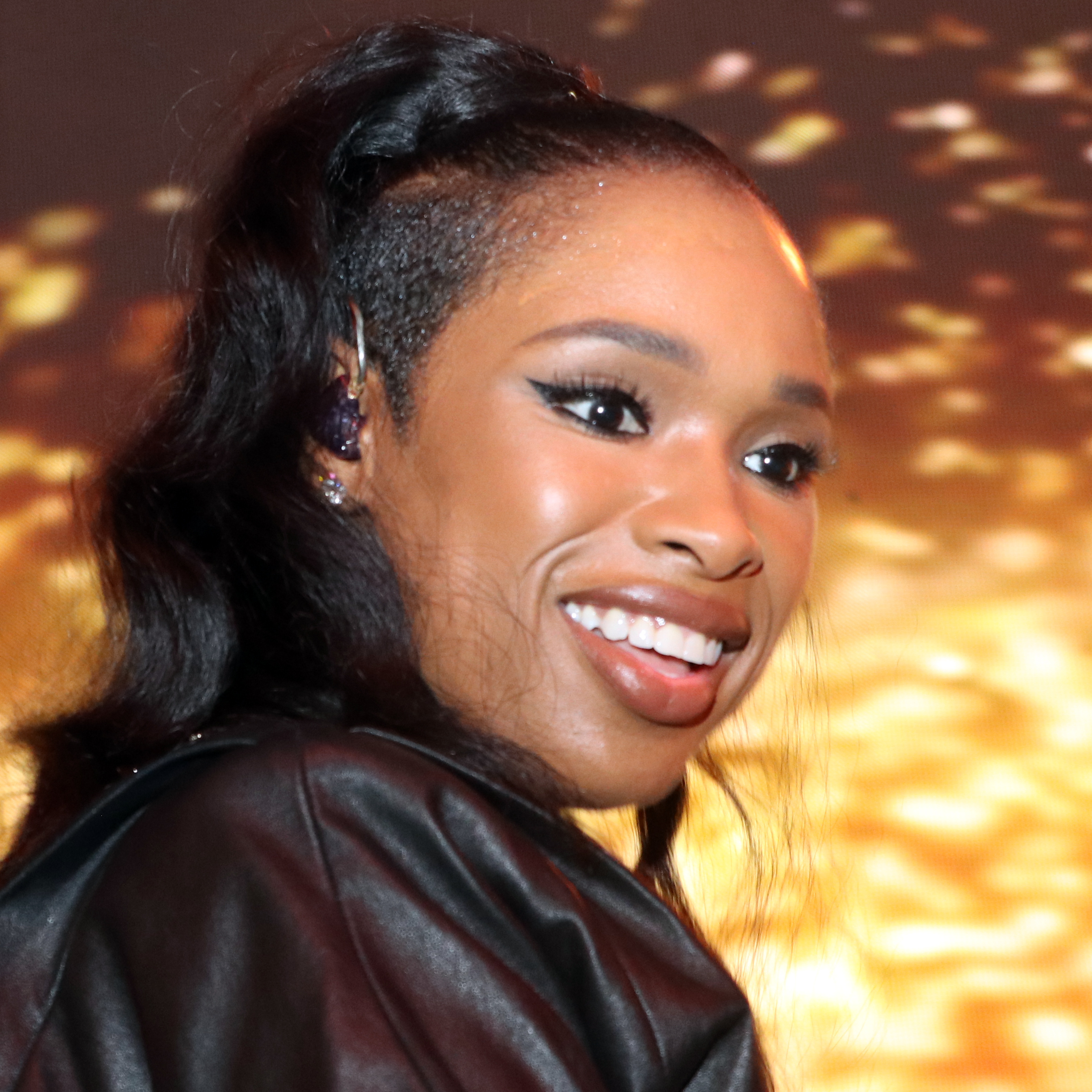
Jennifer Hudson (6-8)
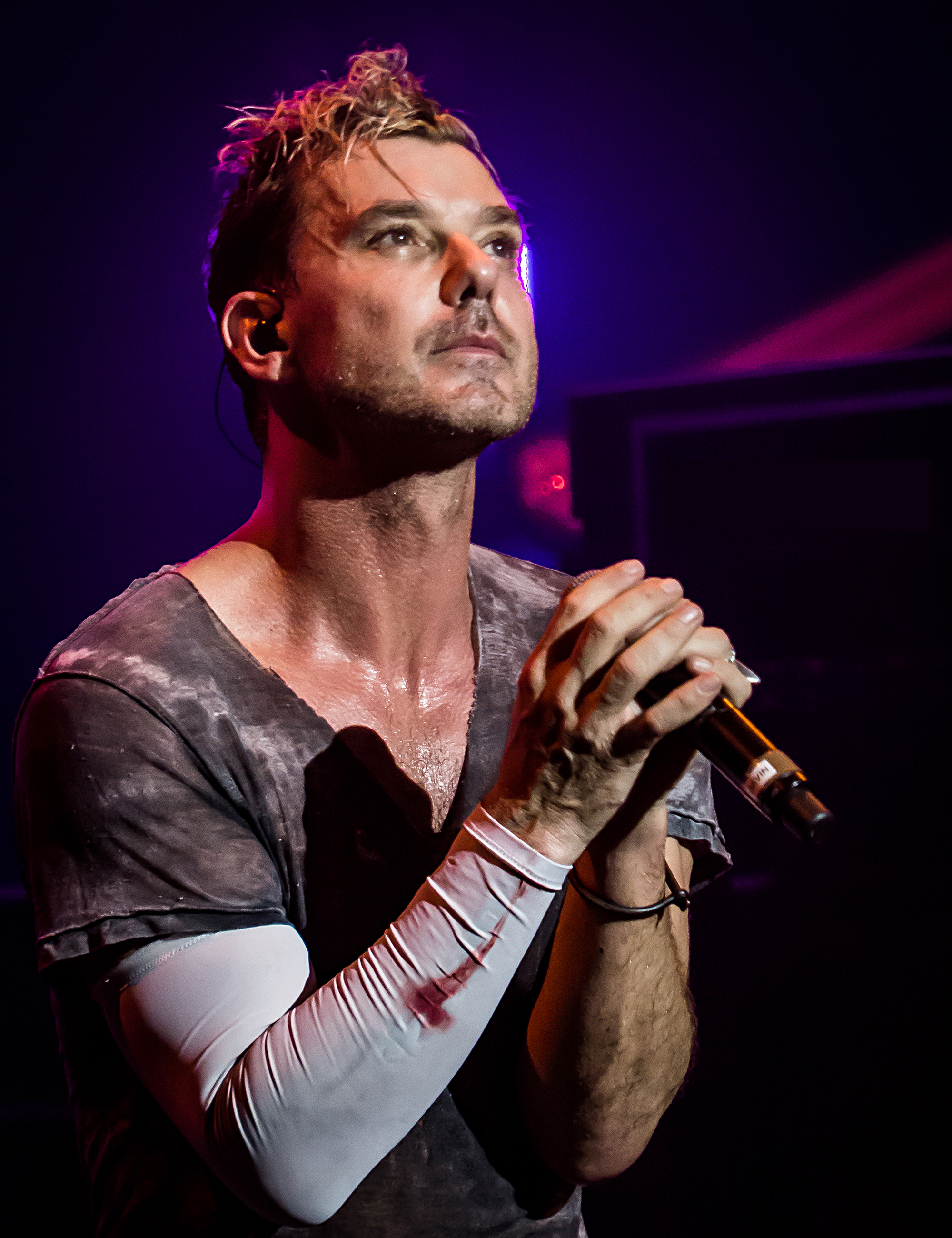
Gavin Rossdale (6)
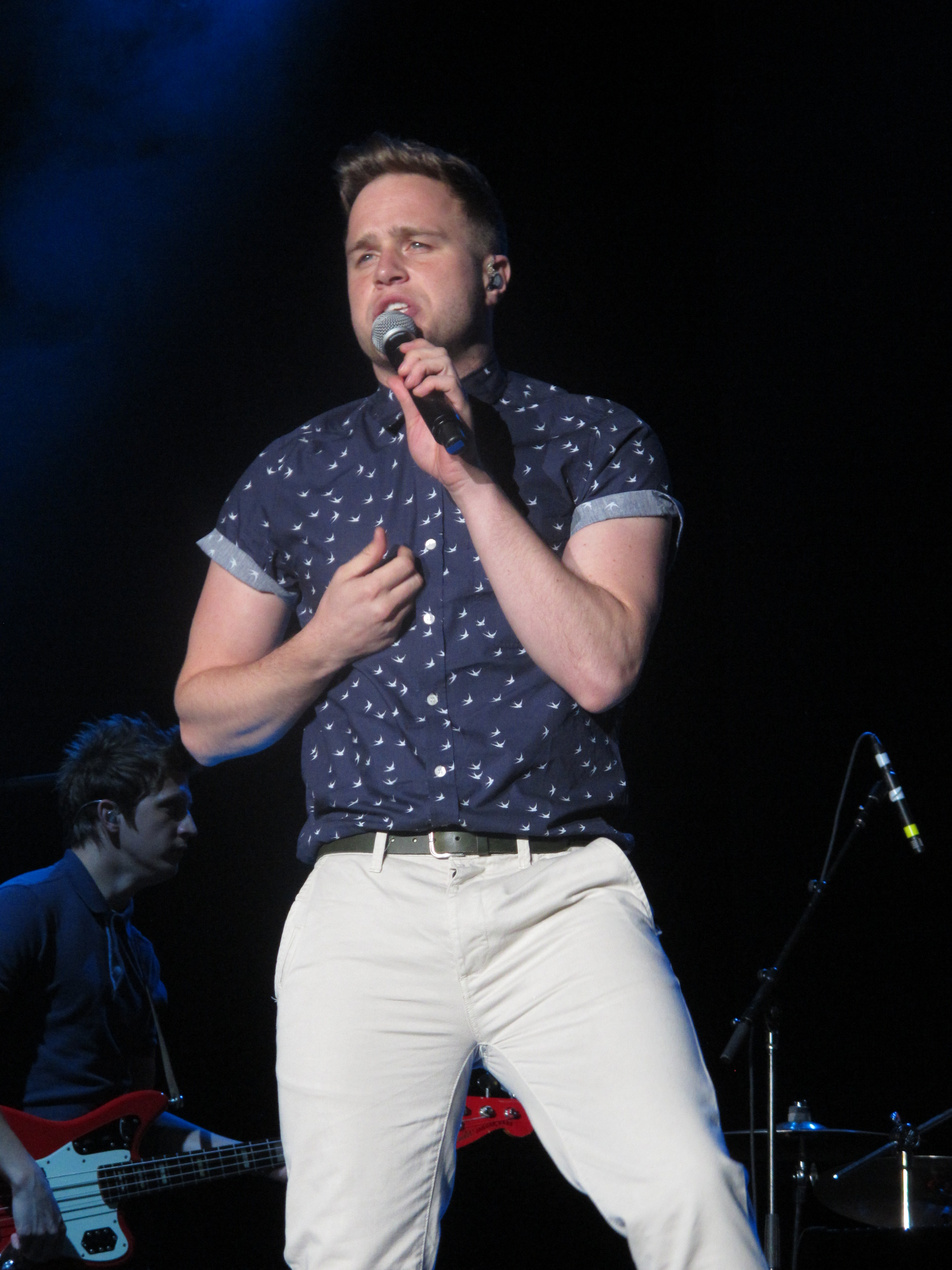
Olly Murs (7-12)
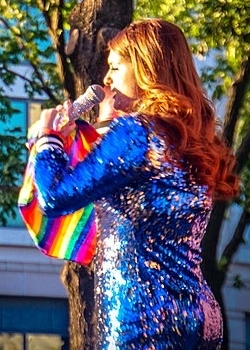
Meghan Trainor (9)
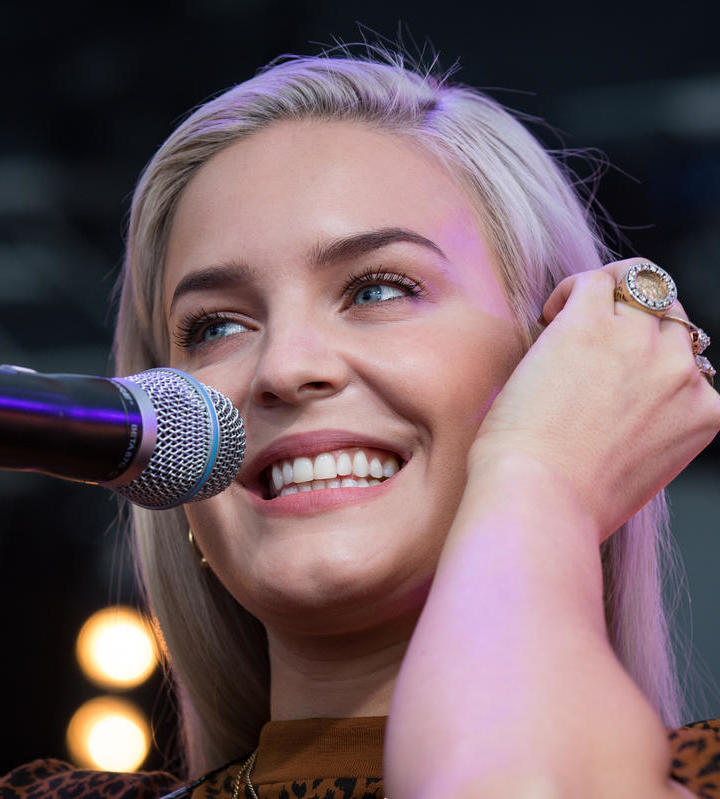
Anne-Marie (10-12)
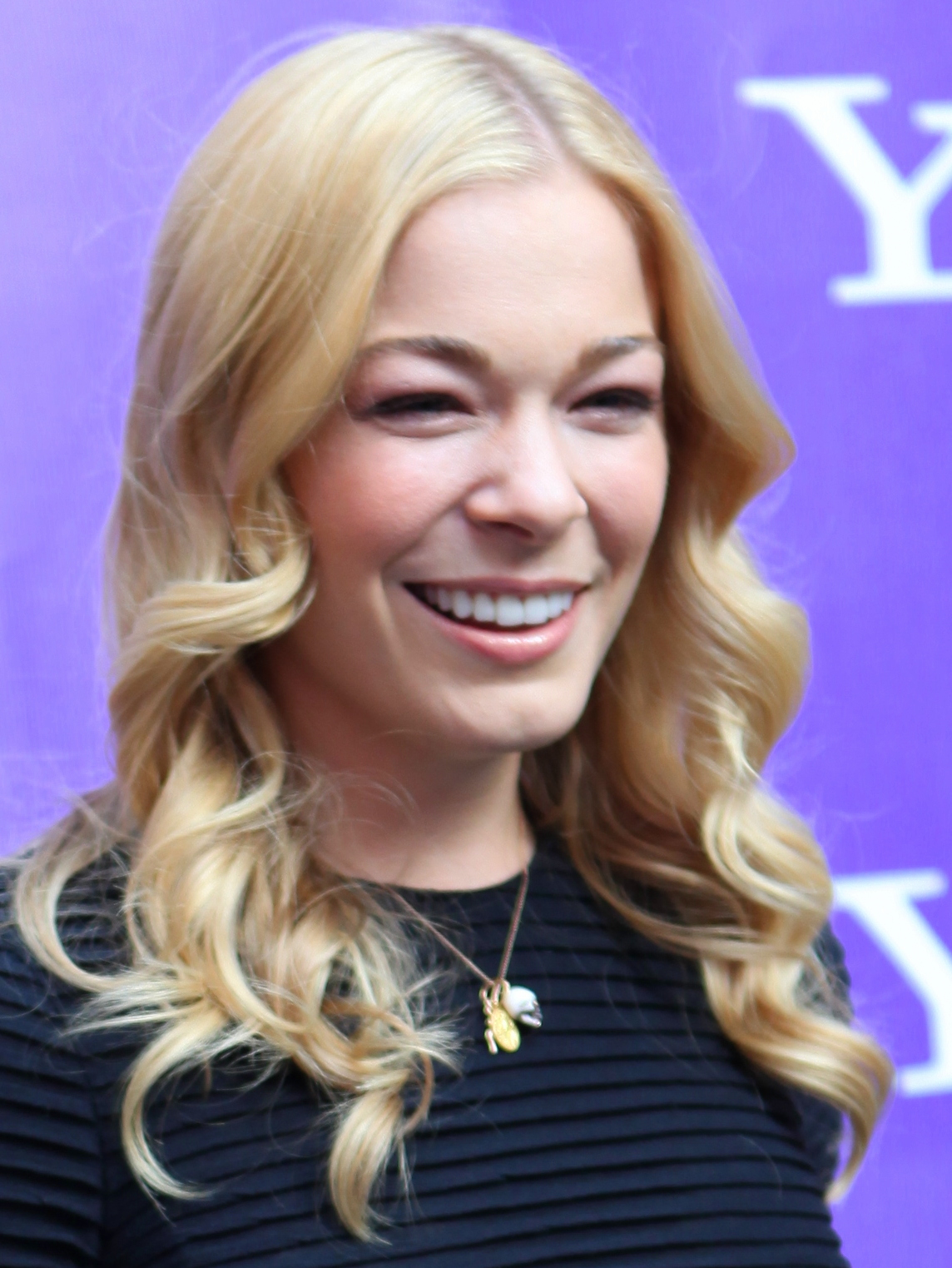
LeAnn Rimes (13)
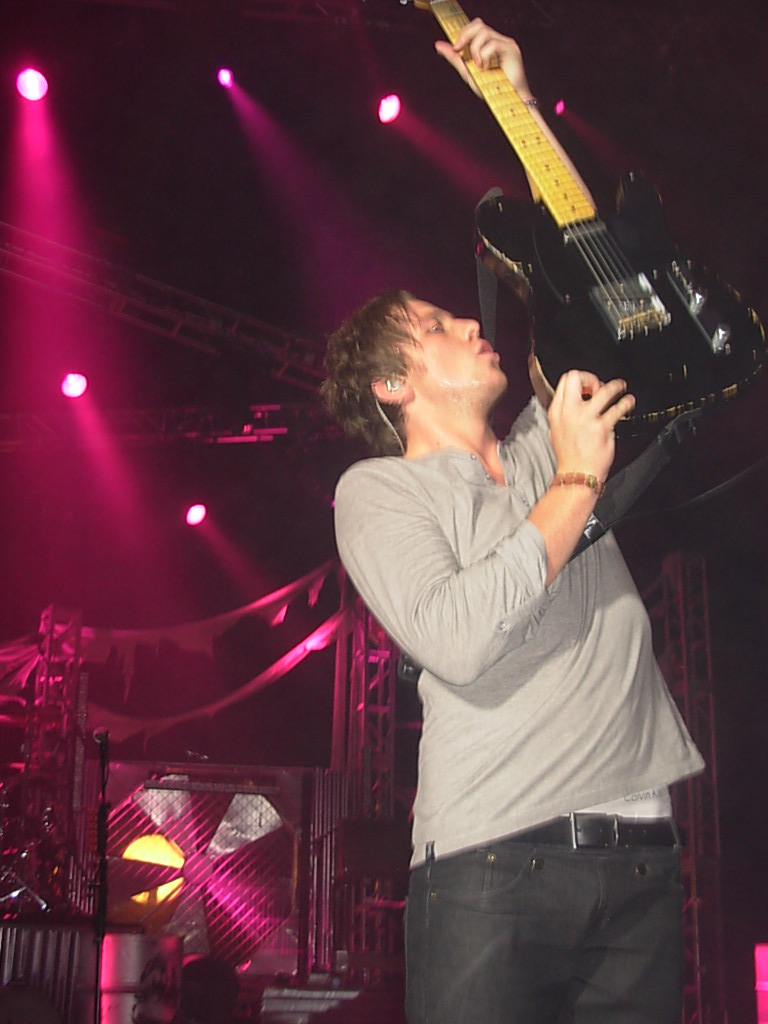
Danny Jones (duo; 13-)
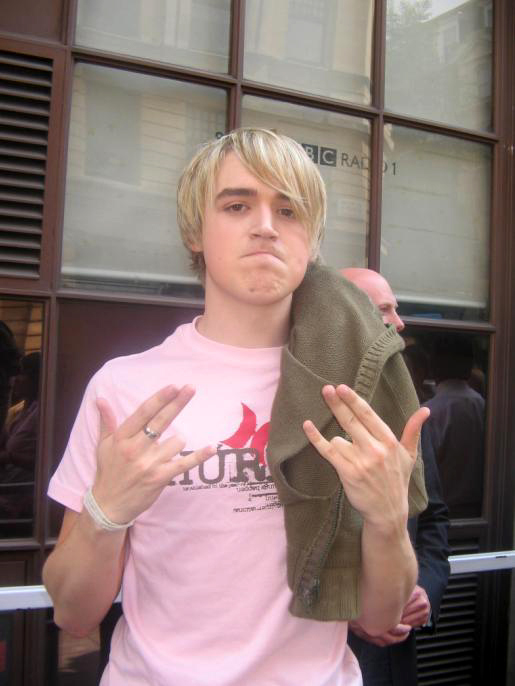
Tom Fletcher (duo; 13-)
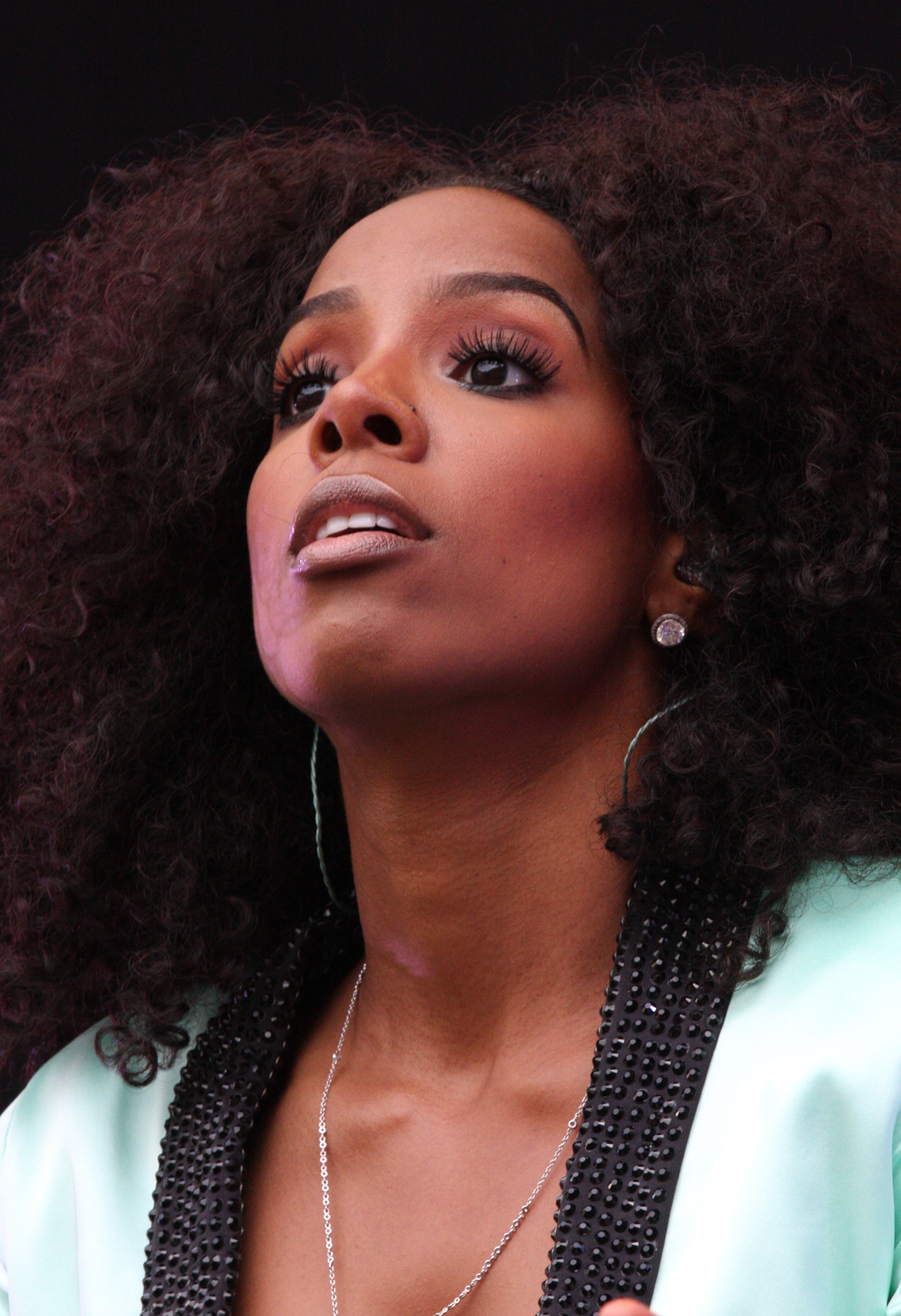
Kelly Rowland (14-)

## Jurés et présentation
- Équipe will.i.am
- Équipe Jessie J
- Équipe Tom
- Équipe Danny

- Équipe Kylie
- Équipe Ricky
- Équipe Rita
- Équipe Boy George

- Équipe Paloma
- Équipe Jennifer
- Équipe Gavin
- Équipe Olly

- Équipe Meghan
- Équipe Anne-Marie
- Équipe LeAnn
- Équipe Tom & Danny

 Équipe Kelly
| Saison | Chaîne  | Première         | Finale           | Vainqueur             | Autres finalistes     | Autres finalistes     | Autres finalistes     | Coach gagnant         | Présentateurs    | Présentateurs | Présentateurs | Ordre des chaises des coachs | Ordre des chaises des coachs | Ordre des chaises des coachs | Ordre des chaises des coachs |
| Saison | Chaîne  | Première         | Finale           | Vainqueur             | Autres finalistes     | Autres finalistes     | Autres finalistes     | Coach gagnant         | Principal        | Coulisses     | Coulisses     | 1                            | 2                            | 3                            | 4                            |
| ------ | ------- | ---------------- | ---------------- | --------------------- | --------------------- | --------------------- | --------------------- | --------------------- | ---------------- | ------------- | ------------- | ---------------------------- | ---------------------------- | ---------------------------- | ---------------------------- |
| 1      | BBC One | 24 mars 2012     | 2 juin 2012      | Leanne Mitchell       | Bo Bruce              | Tyler James           | Vince Kidd            | Tom Jones             | Holly Willoughby | Reggie Yates  | Reggie Yates  | will.i.am                    | Jessie                       | Tom                          | Danny                        |
| 2      | BBC One | 30 mars 2013     | 22 juin 2013     | Andrea Begley         | Leah McFall           | Mike Ward             | Matt Henry            | Danny O'Donoghue      | Holly Willoughby | Reggie Yates  | Reggie Yates  | will.i.am                    | Jessie                       | Tom                          | Danny                        |
| 3      | BBC One | 11 janvier 2014  | 5 avril 2014     | Jermain Jackman       | Christina Marie       | Sally Barker          | Jamie Johnson         | will.i.am             | Emma Willis      | Marvin Humes  | Marvin Humes  | will.i.am                    | Kylie                        | Tom                          | Ricky                        |
| 4      | BBC One | 10 janvier 2015  | 4 avril 2015     | Stevie McCrorie       | Lucy O'Byrne          | Sasha Simone          | Emmanuel Nwamadi      | Ricky Wilson          | Emma Willis      | Marvin Humes  | Marvin Humes  | will.i.am                    | Rita                         | Tom                          | Ricky                        |
| 5      | BBC One | 9 janvier 2016   | 9 avril 2016     | Kevin Simm            | Jolan                 | Lydia Lucy            | Cody Frost            | Ricky Wilson          | Emma Willis      | Marvin Humes  | Marvin Humes  | will.i.am                    | Boy Georges                  | Paloma                       | Ricky                        |
| 6      | ITV     | 7 janvier 2017   | 2 avril 2017     | Mo Adeniran           | Into the Ark          | Jamie Miller          | Michelle John         | Jennifer Hudson       | Emma Willis      | Cel Spellman  | Cel Spellman  | will.i.am                    | Jennifer                     | Tom                          | Gavin                        |
| 7      | ITV     | 6 janvier 2018   | 7 avril 2018     | Ruti Olajugbagbe      | Donel Mangena         | Belle Voci            | Lauren Bannon         | Tom Jones             | Emma Willis      | Jamie Miller  | Vick Hope     | will.i.am                    | Jennifer                     | Tom                          | Olly                         |
| 8      | ITV     | 5 janvier 2019   | 6 avril 2019     | Molly Hocking         | Deana Walmsley        | Jimmy Balito          | Lauren Bannon         | Olly Murs             | Emma Willis      | AJ Odudu      | AJ Odudu      | will.i.am                    | Jennifer                     | Tom                          | Olly                         |
| 9      | ITV     | 4 janvier 2020   | 14 novembre 2020 | Blessing Chitapa      | Jonny Brooks          | Brooke Scullion       | Gevanni Hutton        | Olly Murs             | Emma Willis      | AJ Odudu      | AJ Odudu      | will.i.am                    | Meghan                       | Tom                          | Olly                         |
| 10     | ITV     | 2 janvier 2021   | 20 mars 2021     | Craig Eddie           | Grace Holden          | Hannah Williams       | Okulaja               | Anne-Marie            | Emma Willis      | AJ Odudu      | AJ Odudu      | will.i.am                    | Anne-Marie                   | Tom                          | Olly                         |
| 11     | ITV     | 3 septembre 2022 | 29 octobre 2022  | Anthonia Edwards      | David Adeogun         | Naomi Johnson         | Mark Howard           | Tom Jones             | Emma Willis      | AJ Odudu      | AJ Odudu      | will.i.am                    | Anne-Marie                   | Tom                          | Olly                         |
| 12     | ITV     | 4 novembre 2023  | 30 décembre 2023 | Jen & Liv             | Callum Doignie        | Jolie Stevens         | Hope Winter           | will.i.am             | Emma Willis      | AJ Odudu      | AJ Odudu      | will.i.am                    | Anne-Marie                   | Tom                          | Olly                         |
| 13     | ITV     | 31 août 2024     | 26 octobre 2024  | AVA                   | Deb Orah              | Storry                | Billy & Louie         | Tom & Danny           | Emma Willis      | AJ Odudu      | AJ Odudu      | will.i.am                    | LeAnn                        | Tom                          | Tom & Danny                  |
| 14     | ITV     | 2026             | 2026             | Saison en préparation | Saison en préparation | Saison en préparation | Saison en préparation | Saison en préparation | Emma Willis      |               |               | will.i.am                    | Kelly                        | Tom                          | Tom & Danny                  |

## Palmarès
- Vainqueur
 - Deuxième/Autres finalistes
 - Troisième/Autres finalistes
 - Quatrième
| Saison        | will.i.am             | Jessie J             | Sir Tom Jones         | Danny O'Donoghue |
| ------------- | --------------------- | -------------------- | --------------------- | ---------------- |
| 1             | Tyler James           | Vince Kidd           | Leanne Mitchell       | Bo Bruce         |
| 1             | Jaz Ellington         | Becky Hill           | Ruth Brown            | Max Milner       |
| 1             | Joelle Moses          | Toni Warne           | Adam Isaac            | David Julien     |
| 1             | Frances Wood          | Cassius Henry        | Matt and Sueleen      | Aleks Josh       |
| 1             | Sophie Griffin        | Ruth-Ann St. Luce    | Samuel Buttery        | Hannah Berney    |
|               |                       |                      |                       |                  |
| 2             | Leah McFall           | Matt Henry           | Mike Ward             | Andrea Begley    |
| 2             | Cleo Higgins          | Ash Morgan           | Joseph Apostol        | Karl Michael     |
| 2             | Leanne Jarvis         | Sarah Cassidy        | Alys Williams         | Mitchel Emms     |
|               |                       |                      |                       |                  |
| 3             | will.i.am             | Kylie Minogue        | Sir Tom Jones         | Ricky Wilson     |
| 3             | Jermain Jackman       | Jamie Johnson        | Sally Barker          | Christina Marie  |
| 3             | Sophie-May Williams   | Lee Glasson          | Bizzi Dixon           | Chris Royal      |
| 3             | Iesher Haughton       | Rachael O'Connor     | Georgia Harrup        | Emily Adams      |
|               |                       |                      |                       |                  |
| 4             | will.i.am             | Rita Ora             | Sir Tom Jones         | Ricky Wilson     |
| 4             | Lucy O'Byrne          | Joe Woolford         | Sasha Simone          | Stevie McCrorie  |
| 4             | Sheena McHugh         | Karis Thomas         | Howard Rose           | Emmanuel Nwamadi |
| 4             | Vikesh Champaneri     | Clark Carmody        | Lara Lee              | Autumn Sharif    |
|               |                       |                      |                       |                  |
| 5             | will.i.am             | Boy George           | Paloma Faith          | Ricky Wilson     |
| 5             | Lydia Lucy            | Cody Frost           | Heather Cameron-Hayes | Kevin Simm       |
| 5             | Lyrickal              | Vangelis Polydorou   | Jordan Gray           | Jolan            |
| 5             | Lauren Lapsley-Browne | Harry Fisher         | Beth Morris           | Chloe Castro     |
|               |                       |                      |                       |                  |
| 6             | will.i.am             | Jennifer Hudson      | Sir Tom Jones         | Gavin Rossdale   |
| 6             | Michelle John         | Mo Adeniran          | Into the Ark          | Max Vickers      |
| 6             | Jason Jones           | Jamie Miller         | Craig Ward            | Truly Ford       |
| 6             | Tanya Lacey           | Jack Bruley          | Nadine McGhee         | Sarah Morgan     |
|               |                       |                      |                       |                  |
| 7             | will.i.am             | Jennifer Hudson      | Sir Tom Jones         | Olly Murs        |
| 7             | Donel Mangena         | Belle Voci           | Ruti Olajugbagbe      | Lauren Bannon    |
| 7             | Tai                   | Gayatri Nair         | Lucy Milburn          | Jamie Grey       |
|               |                       |                      |                       |                  |
| 8             | Emmanuel Smith        | Nicole Dennis        | Deana Walmsley        | Molly Hocking    |
| 8             | NXTGEN                | Moya                 | Bethzienna Williams   | Jimmy Balito     |
| 8             |                       | Cedric Neal          |                       |                  |
|               |                       |                      |                       |                  |
| 9             | will.i.am             | Meghan Trainor       | Sir Tom Jones         | Olly Murs        |
| 9             | Gevanni Hutton        | Brooke Scullion      | Jonny Brooks          | Blessing Chitapa |
| 9             | Lucy Calcines         | Trinity-Leigh Cooper | Lois Moodie           | Jordan Phillips  |
| 9             | Doug Sure             |                      |                       |                  |
|               |                       |                      |                       |                  |
| 10            | will.i.am             | Anne-Marie           | Sir Tom Jones         | Olly Murs        |
| 10            | Okulaja               | Craig Eddie          | Hannah Williams       | Grace Holden     |
| 10            | Nadia Eide            | Leona Jørgensen      | Benjamin Warner       | Jordan & Wesley  |
| 10            | Jérémy Levif          | Meg Birch            | Leah Cobb             | Andrew Bateup    |
| 10            | BrokenPen             | Wayne & Morgan       | Jake O'Neill          | Nathan Smoker    |
| 10            | Adeniké               | Stephanee Leal       | Mariam Davina         | Jason Hayles     |
| 10            | Lauren Drew           | Sweeney              | Midé                  | Joe Topping      |
|               |                       |                      |                       |                  |
| 11            |                       |                      |                       |                  |
| Naomi Johnson | Mark Howard           | Anthonia Edwards     | David Adeogun         |                  |
| Rain Castillo | Triniboi Joocie       | Jake of Diamonds     | Marc Halls            |                  |
| Noèva         | Kai Benjamin          | Rachel Modest        | Shaka                 |                  |
|               |                       |                      |                       |                  |
| 12            |                       |                      |                       |                  |
| Jen & Liv     | Jolie Stevens         | Callum Doignie       | Hope Winter           |                  |
| Katie Coleman | Nia Ekanem            | Bianca White         | Stan Urban            |                  |
| THePETEBOX    | Deja Vu               | AV4C                 | Kelly Hastings        |                  |
| 13            | will.i.am             | LeAnn Rimes          | Sir Tom Jones         | Tom & Danny      |
| 13            | Storry                | Deb Orah             | Billy et Louie        | AVA              |
| 13            | ESNCE                 | Conor McLoughlin     | Ace                   | Kyra Smith       |
| 13            | MiC LOWRY             | Lois Morgan Gay      | Hollie Peabody        | Olivia Rogers    |

## Audiences
| Saisons | Premier épisode | Audience du premier épisode (millions) | Dernier épisode | Audience du dernier épisode | Episodes | Audience moyenne |
| ------- | --------------- | -------------------------------------- | --------------- | --------------------------- | -------- | ---------------- |
| 1       | 24 mars 2012    | 9.44                                   | 2 juin 2012     | 7.82                        | 17       | 8.54             |
| 2       | 30 mars 2013    | 7.47                                   | 22 juin 2013    | 7.95                        | 15       | 7.45             |
| 3       | 11 janvier 2014 | 9.35                                   | 5 avril 2014    | 7.15                        | 15       | 8.10             |
| 4       | 10 janvier 2015 | 9.05                                   | 4 avril 2015    | 6.87                        | 15       | 8.55             |
| 5       | 9 janvier 2016  | 7.87                                   | 9 avril 2016    | 5.12                        | 15       | 6.49             |
| 6       | 7 janvier 2017  | 7.12                                   | 2 avril 2017    | 4.02                        | 17       | 5.60             |